# Crinia sloanei
Crinia sloanei és una espècie de granota de la família dels miobatràquids. Es tracta d'un endemisme del sud-est d'Austràlia, més concretament es troba des del centre de Nova Gal·les del Sud cap al sud fins al nord de Victòria, encara que realment la distribució és poc coneguda. Es tracta d'una espècie rara que només s'ha citat unes quantes vegades.
Està associada a basses temporals en prats i sol aparèixer després de pluges. Els mascles canten mentre suren a l'aigua.